# A K Peters
A K Peters, Ltd. était une maison d'édition de livres scientifiques et techniques spécialisée en mathématiques et en infographie, robotique et autres domaines de l'informatique. Ils publiaient les journaux Experimental Mathematics et Journal of Graphics Tools (en), ainsi que des livres de mathématiques adaptés aux enfants.

## Contexte
Klaus Peters écrit une thèse de doctorat sur les variétés complexes à l'université d'Erlangen en 1962, sous la direction de Reinhold Remmert. Il est alors embauché par Springer Verlag, devanant leur premier éditeur spécialisé en mathématiques. En tant que directeur de Springer à partir de 1971, il recrute Alice Merker de la branche new-yorkaise de l'entreprise : ils se sont mariés dans l'année et ont emménagé à Heidelberg. Après avoir démissionné de Springer, ils fondent une filiale de Birkhaüser à Boston en 1979 ; cependant, Birkhaüser connaît des difficultés financières et se fait acheter par Springer en 1985. Klaus et Alice Peters tiennent pendant un temps un bureau à Boston pour Harcourt Brace Jovanovich (en) et leur marque de commerce Academic Press. Lorsque Harcourt Brace Jovanovich est repris par General Cinema Corporation (en), le couple reçoit un financement de la part d'Elwyn Berlekamp pour monter leur propre maison d'édition.

## Histoire de la maison d'édition
L'entreprise est fondée en novembre 1992 par Alice et Klaus Peters et conservée comme une société privée par le couple. En 2006, William Randolph Hearst III (en) et David Mumford rejoignent le comité directeur. D'après Robert J. Lang, qui a publié chez eux un livre sur les origami et les mathématiques, A K Peters « était une affaire mais d'abord et avant tout Klaus tenait à créer des livres qui étaient des œuvres d'art. » L'Encyclopédie du mouvement consumériste (en) décrit A K Peters comme « un petit éditeur qui bénéficie d'une bonne réputation en Mathématiques. »
En 2010, A K Peters est acheté par CRC Press, une filiale du groupe Taylor & Francis. En janvier 2012, Taylor et Francis licencient Alice et Klaus Peters. Ce dernier meurt le 7 juillet 2014.

## Thèmes

### Mathématiques expérimentales
En 1992, David Epstein, Klaus Peters et Silvio Levy montent le journal Experimental Mathematics, qui se spécialise sur l'usage des ordinateurs en mathématiques pures. À ce moment-là, le Notices of the American Mathematical Society journal réservait une partie au thème « ordinateurs et mathématiques » depuis 1988. L'axe spécifique des « mathématiques expérimentales » traitées dans le journal consistait en le développement de conjectures mathématiques aidées par l'ordinateur.
La devise traditionnelle en mathématiques pure était que « les journaux ne publient que des théorèmes » ; dans ce domaine, A K Peters innove. Klaus Peters s'intéressait particulièrement à la visualisation (en) pour l'expérimentation dans le domaine de la topologie en basses dimensions. Le Journal of Graphics Tools (en) est publié par A K Peters à partir de 1996, après une démarche d'Andrew Glassner (en), alors employé par Microsoft Research. L'éditeur publie également le journal Internet Mathématics de sa fondation en 2003 par Fan Chung jusqu'au rachat de la maison par Taylor et Francis.
A K Peters, avec la participation de Jonathan Borwein, publie trois livres collectifs sur les mathématiques expérimentales : Mathematics by Experiment et Experimentation in Mathematics en 2004, puis Experimental Mathematics in Action en 2007. Klaus Peters a proposé un livre de plus, The Computer as Crucible: An Introduction to Experimental Mathematics, écrit en 2008 par Borwein and Keith Devlin.

### Théorie des jeux combinatoires
Un autre thème fréquemment publié par A K Peters, suscité par l'intérêt du bailleur Elwyn Berlekamp, était la théorie des jeux combinatoires. Parmi les livres publiés dans ce domaine figurent Mathematical Go: Chilling Gets the Last Point (1994), The Dots and Boxes Game: Sophisticated Child's Play (2000), Hex Strategy: Making the Right Connections (2001), Winning Ways for your Mathematical Plays (en quatre volumes, 2001-2004, 2e édition, après l'édition originale en deux volumes par Academic Press in 1982), Connection Games: Variations on a Theme (2005), Lessons in Play: An Introduction to Combinatorial Game Theory (2007) and Games, Puzzles, and Computation (en) (2009).